# Nordsinni Station
Nordsinni Station (Nordsinni stasjon) var en jernbanestation på Valdresbanen, der lå i bygden Nordsinni i Nordre Land kommune i Norge. Den lå i den vestlige del af dalen, lidt syd for elven Etna.
Stationen åbnede 1. april 1904, året efter at banen blev forlænget fra Dokka til Tonsåsen. Oprindeligt hed den Nordsinnen, men den skiftede navn til Nordsinni i 1920. Den blev nedgraderet til trinbræt 7. januar 1968. Den blev nedlagt 1. januar 1989, da persontrafikken på banen blev indstillet.
Stationsbygningen blev opført i 1903. Den blev revet ned i 1985 sammen med udhuset.